# Podziemniczek białawy
Podziemniczek białawy (Descolea alba (Bull.) Kuhar, Nouhra & M.E. Sm.) – gatunek grzybów z rodziny gnojankowatych (Bolbitiaceae).

## Systematyka i nazewnictwo
Pozycja w klasyfikacji według Index Fungorum: Descolea, Bolbitiaceae, Agaricales, Agaricomycetidae, Agaricomycetes, Agaricomycotina, Basidiomycota, Fungi.
Po raz pierwszy opisał go w 1798 r. Jean Baptiste François Pierre Bulliard, nadając mu nazwę Tuber album, później zaliczany był do rodzaju Hymenogaster. Obecną nazwę nadali mu w 1993 r. Francisco Kuhar, Eduardo Nouhra i M.E. Smith. Nazwę polską zaproponował Władysław Wojewoda w 2003 r. dla synonimu Hymenogaster albus. Jest niespójna z aktualną nazwą naukową.

## Występowanie i siedlisko
Podano stanowiska w Ameryce Północnej i Południowej, Europie i Australii, najliczniejsze w tej ostatniej. W Polsce do 2003 r. znane były tylko dwa staniwiska i to dawne, podane w 1909 i 1926 r. Według W. Wojewody był to gatunek na terenie Polski wymarły, ale w 2018 r. podano jego stanowisko.
Grzyb podziemny.